# Bahnstrecke Chomutov–Jirkov
| Kursbuchstrecke (SŽ): | 124                  |                                             |                                             |
| Streckenlänge: | 2,099 km             |                                             |                                             |
| Spurweite: | 1435 mm (Normalspur) |                                             |                                             |
| Streckenklasse: | B2                   |                                             |                                             |
| Maximale Neigung: | 23,5 ‰               |                                             |                                             |
| Streckengeschwindigkeit: | 50 km/h              |                                             |                                             |
| |                      |                                             |                                             |
| \| \| \| von Chomutov (vorm. ATE) \| \| \| \| 0,000 \| Odb. Dolní Rybník \| Odb. Dolní Rybník \| \| \| \| nach Ústí nad Labem hl. n. (vorm. ATE) \| \| \| \| \| von Chomutov seřazovací nádraží (vorm. DBE) \| \| \| \| \| Silnice I/13 (E 442) \| \| \| \| 1,645 \| Jirkov früher Görkau \| Jirkov früher Görkau \| \| \| 2,099 \| \| \| \| \| \| nach Děčín hl.n. západ (vorm. DBE) \| \| |                      |                                             |                                             |
| Strecke |                      | von Chomutov (vorm. ATE)                    | von Chomutov (vorm. ATE)                    |
| Blockstelle | 0,000                | Odb. Dolní Rybník                           | Odb. Dolní Rybník                           |
| Abzweig geradeaus und nach rechts |                      | nach Ústí nad Labem hl. n. (vorm. ATE)      | nach Ústí nad Labem hl. n. (vorm. ATE)      |
| Abzweig geradeaus und ehemals von links |                      | von Chomutov seřazovací nádraží (vorm. DBE) | von Chomutov seřazovací nádraží (vorm. DBE) |
| Strecke mit Straßenbrücke |                      | Silnice I/13 (E 442)                        | Silnice I/13 (E 442)                        |
| Bahnhof | 1,645                | Jirkov früher Görkau                        | Jirkov früher Görkau                        |
| | 2,099                |                                             |                                             |
| Strecke (außer Betrieb) |                      | nach Děčín hl.n. západ (vorm. DBE)          | nach Děčín hl.n. západ (vorm. DBE)          |

Die Bahnstrecke Chomutov–Jirkov ist eine Eisenbahnverbindung in Tschechien, die 1984 durch die Tschechoslowakischen Staatsbahnen (ČSD) errichtet wurde. Sie zweigt bei Chomutov (Komotau) von der Bahnstrecke Ústí nad Labem–Chomutov ab und führt nach Jirkov (Görkau).
Die Strecke ist im Eisenbahnnetz der Tschechischen Republik als regionale Bahn („regionální dráha“) klassifiziert.

## Geschichte
Der Bahnhof Jirkov lag an der Bahnstrecke Děčín–Chomutov der früheren k.k. privilegierten Dux-Bodenbacher Eisenbahn und wurde bereits 1872 in Betrieb genommen. Als diese Strecke zwischen Litvínov und Jirkov 1971 wegen des Braunkohlebergbaues aufgegeben werden musste, wurde auch der Reiseverkehr zwischen Chomutov und Jirkov eingestellt.
Die heutige Strecke zwischen dem Abzweig („Odbočka“) Dolní Rybník und Jirkov wurde im Zusammenhang mit der Neutrassierung der Bahnstrecke Ústí nad Labem–Chomutov durch den Ervěnický koridor neu gebaut und am 4. Juni 1984 in Betrieb genommen. Die alte Verbindung Chomutov–Jirkov wurde gleichzeitig aufgegeben.
Am 1. Jänner 1993 ging die Strecke im Zuge der Dismembration der Tschechoslowakei an die neu gegründeten České dráhy (ČD) über. Diese nahmen am 28. September 1997 den Reiseverkehr zwischen Chomutov und Jirkov wieder auf. Im Jahresfahrplan 2003 waren werktags neun Reisezugpaare verzeichnet, die zum Teil bis Kadaň mesto oder Klášterec nad Ohří durchgebunden waren. An den Wochenenden verkehrten noch vier Zugpaare.
Seit 2003 gehört die Strecke zum Netz des staatlichen Infrastrukturbetreibers Správa železniční dopravní cesty (SŽDC), heute: Správa železnic.

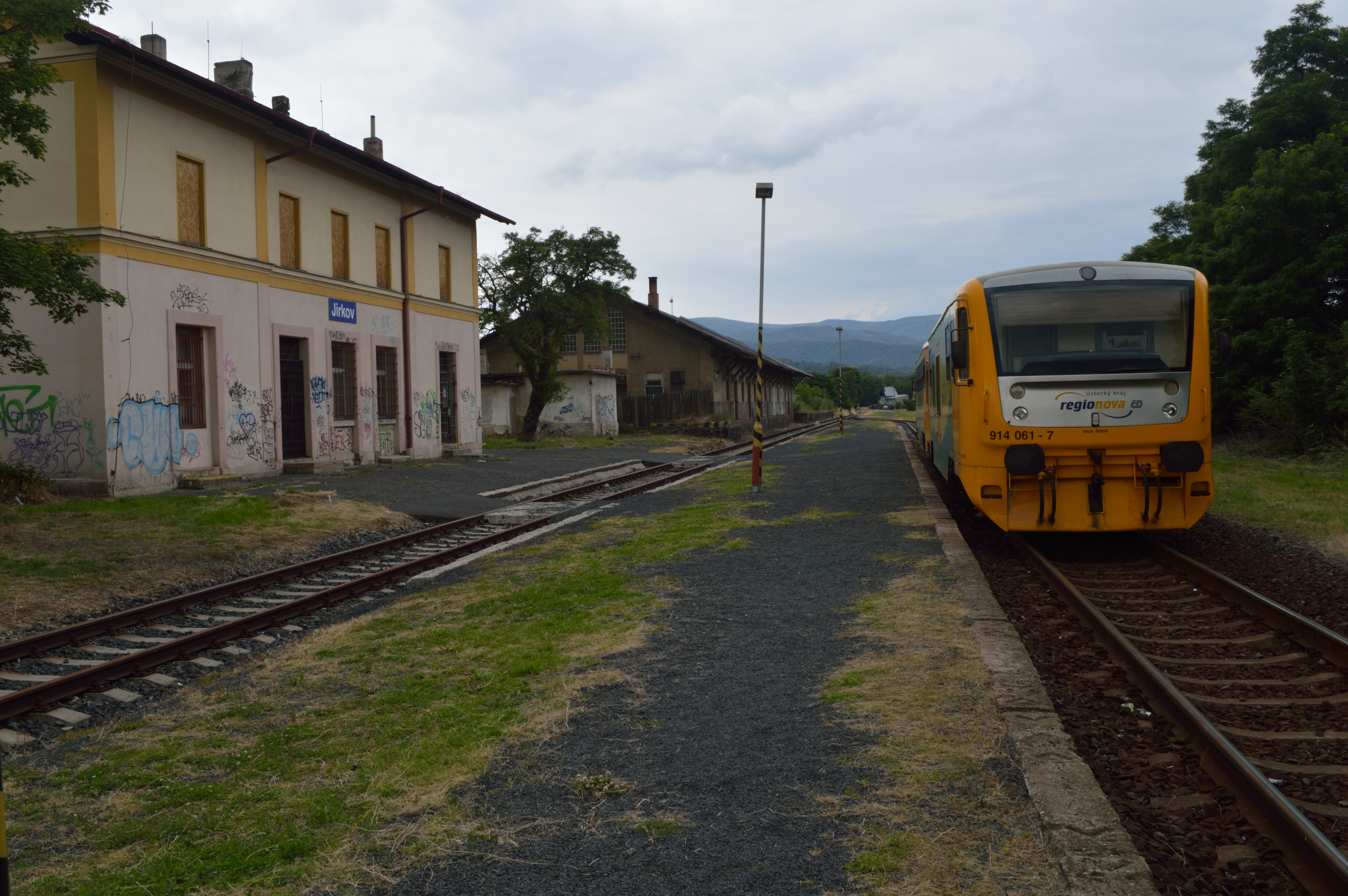
Bahnhof Jirkov (2015)

Ab dem Jahresfahrplan 2009, gültig ab 14. Dezember 2008, wurde der Reiseverkehr werktags mit 18 Zugpaaren zwischen Chomutov und Jirkov zum Einstundentakt verdichtet. Die Wendezeit in Jirkov entsprach dabei der üblichen Symmetrieminute. Die Züge waren seitdem im Verkehrssystem Regiotakt Ústecký kraj als Linie U14 nach Deštnice und als Linie U16 nach Kadaň předměstí durchgebunden. Dieser attraktive Fahrplan wurde allerdings bereits nach wenigen Jahren wieder aufgegeben. Der Jahresfahrplan 2019 sah werktags noch zehn Zugpaare vor, an Wochenenden sechs. Werktags verkehrten die Züge im Zweistundentakt mit einigen Verstärkerleistungen.
Im Jahresfahrplan 2024 fahren die Züge der Linie U14 Lužná u Rakovníka–Jirkov im angenäherten Zweistundentakt. Beauftragtes Eisenbahnverkehrsunternehmen ist seit 15. Dezember 2019 die Länderbahn CZ (DLB).